# Onagrodes recuva
Onagrodes recuva là một loài bướm đêm trong họ Geometridae.